# ロベルト・ボッレ

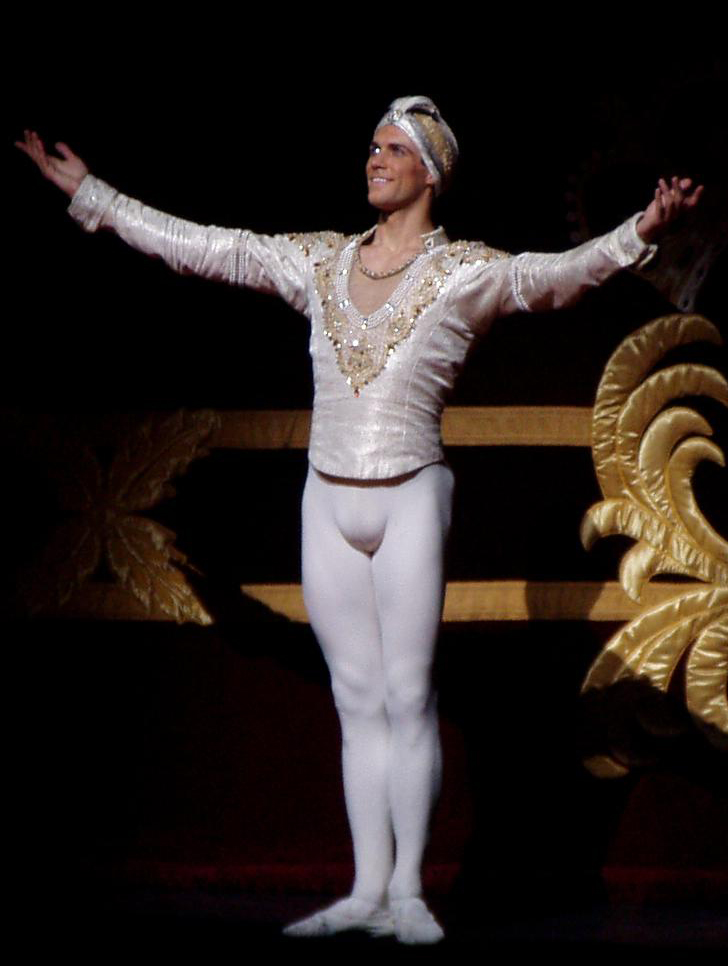
ロイヤル・バレエ団 『ラ・バヤデール』 にソロル役で出演したボッレ （2007年10月）

ロベルト・ボッレ（Roberto Bolle、1975年3月26日 - ）は、イタリアのバレエダンサー。ミラノ・スカラ座バレエ団エトワール、英国ロイヤルバレエ団ゲストアーティスト、元アメリカン・バレエ・シアター プリンシパル。

## 略歴
イタリア北西部、ピエモンテ州カザーレ・モンフェッラート生まれ。テレビで見たバレエに魅せられて5、6歳の頃からダンスへの興味を示し始め、7歳から地元ヴェルチェッリのバレエ教室に通う。11歳でミラノ・スカラ座バレエ学校のオーディションに合格し、同校へ入学。バレエ学校在学中の1990年、当時15歳のボッレの稽古を偶然見たルドルフ・ヌレエフがその才能を見いだし「ヴェニスに死す」の美少年タジオ役に抜擢するが、出演は実現しなかった。 
1994年、スカラ座バレエ学校卒業と同時にスカラ座バレエ団に入団。入団2年目の1996年「ロミオとジュリエット」のロミオ役を演じて認められ、当時のバレエ監督エリザベッタ・テラブストにより、21歳でプリモ・バレリーノ（プリンシパル）に任命される。この昇進をきっかけにイタリア国外で踊る機会が増え、国際的バレエダンサーとしての活躍が始まる。それとほぼ同時にスカラ座バレエ団を退団。以降はフリーランス・ダンサーとして、活動拠点のスカラ座へ出演するほか、各国で客演し世界中の劇場で踊っている。1998年12月からスカラ座のレジデンシャル・ゲストアーティスト、2003-04年シーズンよりエトワール。
1997年、イングリッシュ・ナショナル・バレエ「白鳥の湖」への出演で英国デビュー。同バレエ団のディレクター、デレク・ディーンはボッレの為に「白鳥の湖」と「ロミオとジュリエット」を制作し、いずれもロンドンのロイヤル・アルバート・ホールで上演された。英国ロイヤル・バレエへの初出演は1999年。ロイヤル・オペラ・ハウス（コヴェント・ガーデン）改修後再オープニング時の上演作品「くるみ割り人形」でダーシー・バッセルのパートナーをつとめた。その後2000年10月ロイヤル・オペラ・ハウスのシーズン開幕を飾ったアンソニー・ダウエル版「白鳥の湖」や、2003年3月ナタリア・マカロワの新作「眠れる森の美女」の初日（コヴェント・ガーデン）など注目される演目を含むロイヤル・バレエ団の数多くの公演にゲストプリンシパルとして出演している。
ロシアでは、2000年、2002年にボリショイ劇場、2003年にマリインスキー劇場へ出演。マリインスキー劇場で開催の国際バレエフェスティヴァルには、第3回（2004年「マノン」「エクセルシオール（ガラ）」「夏（ガラ）」）、第4回（2005年「アポロ」）と連続して出演した。
2004年5月、ヌレエフ版「ドン・キホーテ」でパリ・オペラ座バレエ団アニエス・ルテステュのパートナーとしてガルニエ宮へ初出演。同年12月には「眠れる森の美女」、2008年には「椿姫」にも招かれる。2015年5月、同バレエ団エトワール、オーレリー・デュポンの引退公演「マノン」で相手役の騎士デ・グリューを務めた。
2004年7月、ロイヤル・バレエ団アメリカ公演への出演で米国での初舞台を踏む。2007年6月にはアレッサンドラ・フェリ引退公演のパートナーとしてアメリカン・バレエ・シアター (ABT) に招かれ、ニューヨーク・メトロポリタン歌劇場で「マノン」「ロミオとジュリエット」を踊った。ABTでは2009年から2019年までプリンシパル・ダンサーを務めた。
その他、カナダ国立バレエ、フィンランド国立バレエ、シュトゥットガルト・バレエ、ベルリン国立歌劇場、ミュンヘン歌劇場、ドレスデン国立歌劇場、ウィスバーデン・フェスティヴァルなどにも出演している。

### 来日公演
1995年の初来日以来、日本でのバレエ公演にもたびたび出演している。
- 1995年 - スカラ座バレエ団来日公演「眠れる森の美女」（9月8, 10, 11, 14日 東京文化会館）
- 1997年 - 第8回 世界バレエフェスティバル（7月29日〜8月14日 東京文化会館, 愛知県芸術劇場, 大阪フェスティバルホール）
- 1998年 - 第14回 東京の夏-音楽祭1998（7月9, 10日 新宿文化センター大ホール）
- 1998年 -「ルグリ、ルディエールと輝ける仲間たち」（7月25, 26, 28, 29日 ゆうぽうと簡易保険ホール, 7月30日 市川市文化会館, 7月31日 大阪フェスティバルホール, 8月3日 伊勢崎市文化会館）
- 2000年 - 第9回 世界バレエフェスティバル（8月3日〜8月13日 東京文化会館）
- 2000年 - スカラ座バレエ団来日公演「ジゼル」（9月28日 東京文化会館, 10月1日 愛知県芸術劇場, 10月5日 倉敷市民会館）
- 2003年 - 第10回 世界バレエフェスティバル（7月30日〜8月14日 東京文化会館）
- 2004年 - 東京バレエ団 創立40周年記念公演「白鳥の湖」（1月16, 17日 東京文化会館）
- 2005年 - 英国ロイヤル・バレエ団日本公演「マノン」（7月15日 東京文化会館）
- 2005年 - 「ロベルト・ボッレ&フレンズ」（7月17日 愛知万国博覧会／愛・地球博EXPOドーム）
- 2007年 - アレッサンドラ・フェリ引退記念公演 with ボッレ／エトワール達の花束（8月2, 3, 6日 東京文化会館）
- 2012年 - 「インテンシオ」（11月22, 23, 24, 25日 ゆうぽうとホール）
- 2014年 - アメリカン・バレエ・シアター日本公演（2月23日 滋賀県立芸術劇場 びわ湖ホール, 2月25, 26日 オーチャードホール, 2月28日 東京文化会館）
- 2015年 - 東京バレエ団 創立50周年記念公演「ジゼル」（3月12, 13, 15日 ゆうぽうとホール）
- 2017年 - 東京バレエ団 〈20世紀の傑作バレエ〉「アルルの女」（9月8, 10日 東京文化会館）
- 2018年 - 第15回 世界バレエフェスティバル（8月1日〜8月15日 東京文化会館）
- 2019年 - 「フェリ、ボッレ＆フレンズ」（7月31日〜8月4日　文京シビックホール）
- 2024年 - 第17回 世界バレエフェスティバル（7月31日〜8月12日 東京文化会館）

### 各種記念行事への出演
国際的、社会的に重要なイベントへの出演や、各国元首らを前にして踊る機会も多い。
- 2000年11月 - マイヤ・プリセツカヤ75歳記念祝賀行事に招かれ、プーチン大統領が臨席するボリショイ劇場へ出演。
- 2002年6月1日 - 英国女王エリザベス2世戴冠50年記念音楽会では、バッキンガム宮殿内の大舞踏室で「白鳥の湖（黒鳥のパ・ド・ドゥ）」を踊る。
- 2003年7月 - サンクトペテルブルク建都300周年を記念してマリインスキー劇場で行われた英国ロイヤル・バレエ団「白鳥の湖」に出演。
- 2004年4月1日 -「若者の日（ワールドユースデー）」記念祭ではバチカンのサン・ピエトロ大聖堂広場にてローマ教皇ヨハネ・パウロ2世の前で踊る。
- 2006年2月10日 - 冬季トリノオリンピックの開会式では、イタリアを代表する国家的アーティストとして「イタリアの情熱（未来派の時代から未来へ）」で主役ダンサーをつとめた。
- オペラの国イタリアのダンサーとして「アイーダ」「モーゼとファラオ」「ジョコンダ」「見出されたエウロパ」などオペラ作品の中のバレエシーンでも踊っている。1998年、カイロ新歌劇場の創立10周年を記念してギーザのピラミッド前で大スペクタクル版の「アイーダ」が上演された際にも出演した。

### ガラ「ロベルト・ボッレ・アンド・フレンズ」
様々なバレエ公演への出演スケジュールの合間に、ガラ公演「ロベルト・ボッレ・アンド・フレンズ」を主催し、世界中のバレエ団から招いたダンサーたちと共演している。2000年8月の初演以来、イタリア各地の歌劇場の他、ローマのコロッセオ（円形闘技場）やシチリアの古代神殿といった世界遺産や、古城や庭園などの名所旧跡がその会場に選ばれて来た。ドゥオーモ広場（ミラノ）やサン・マルコ広場（ヴェネツィア）、アレーナ・ディ・ヴェローナ（ヴェローナ）、ポンペイ遺跡などでも開催されている。また、イタリア国外では、2005年7月17日の愛知万国博覧会（愛・地球博EXPOドーム）をはじめ、北京、上海、ニューヨーク、アテネ、イスタンブールなどでも公演を行っている。

### 主なレパートリー
クラシックから、ネオ・クラシック、コンテンポラリーまでレパートリーは幅広い。（作品名の後は振付家／演出家名）
- 「眠れる森の美女」　ルドルフ・ヌレエフ、ナタリア・マカロワ
- 「白鳥の湖」　ルドルフ・ヌレエフ、アンソニー・ダウエル、デレク・ディーン、ウラジミール・ブルメイステル
- 「くるみ割り人形」　ルドルフ・ヌレエフ、ピーター・ライト、ロナルド・ハインド、デレク・ディーン、パトリス・バール、ナチョ・ドゥアト
- 「ラ・バヤデール」　ナタリア・マカロワ
- 「ジゼル」　ジャン・コラリ／ジュール・ペロー、マッツ・エック
- 「マノン」　ケネス・マクミラン
- 「ロミオとジュリエット」　ケネス・マクミラン、デレク・ディーン
- 「オネーギン」　ジョン・クランコ
- 「ノートルダム・ド・パリ」「若者と死」「カルメン」「アルルの女」　ローラン・プティ
- 「椿姫」「オルフェウス」　ジョン・ノイマイヤー
- 「シンデレラ」「ドン・キホーテ」　ルドルフ・ヌレエフ
- 「エチュード」　ハロルド・ランダー
- 「エクセルシオール」　ウーゴ・デッラーラ
- 「薔薇の精」　ミハイル・フォーキン
- 「ラ・シルフィード」　ピーター・シャウフス
- 「メリー・ウィドウ」　ロナルド・ハインド
- 「オンディーヌ」「ランデヴー」「タイース」「シルヴィア」　フレデリック・アシュトン
- 「イン・ザ・ミドル・サムホワット・エレヴェイテッド」　ウィリアム・フォーサイス
- 「3つのプレリュード」　ベン・スティーヴンソン
- 「真夏の夜の夢」　ジョージ・バランシン
- 「小さな死」　イリ・キリアン
- 「レマンゾ」　ナチョ・ドゥアト

など
2007年には引退を目前にしたアレッサンドラ・フェリとジョン・ノイマイヤーの「椿姫」をミラノ、ハンブルクで踊り、アルマン役を新たなレパートリーに加えた。その後ノイマイヤーは、ボッレの為に新たなバレエ作品「オルフェウス」（全2幕）を創作。2009年12月のハンブルクでの初演時は、怪我により出演を見合わせたものの、2011年10月14日、バーデン＝バーデン祝祭劇場において、オルフェウス役のデビューを果たした。他に、「ロミオとジュリエット」「マノン」「オネーギン」などのドラマティック・バレエの作品など。また最近は踊る機会が少ないものの「アゴン」「チャイコフスキー・パ・ド・ドゥ」など新古典の役柄も得意とする。特にバランシンの「アポロ」では「ブノワ賞」にノミネート（2000年）され、アポロ役はボッレの代表作のひとつに数えられている。近年は、現代作品を踊る機会も多い。

### パートナー
若くして国際舞台へ出演する機会を得たボッレは、アルティナイ・アスィルムラートワ、シルヴィ・ギエムら数多くの名プリマバレリーナと共演している。ほかに、ダーシー・バッセル、アリーナ・コジョカル、リサ・クルム、ヴィヴィアナ・デュランテ、アレッサンドラ・フェリ、カルラ・フラッチ、イザベル・ゲラン、グレタ・ホジキンソン、マーガレット・イルマン、スーザン・ジャフィー、ジュリー・ケント、ルシア・ラカッラ、アニエス・ルテステュ、マリアネラ・ヌニェス、イェレーナ・パンコーワ、リサ・パヴァーヌ、ダリア・パヴレンコ、レティシア・プジョル、タマラ・ロホ、ポリーナ・セミオノワ、ディアナ・ヴィシニョーワ、ゼナイダ・ヤノフスキー、スヴェトラーナ・ザハーロワなど。

## 慈善活動
1999年に24歳で国際連合児童基金（UNICEF）のイタリア親善大使に就任以来、チャリティー公演や募金キャンペーンなどを通じてユニセフの活動に積極的に参加している。2006年7月、紛争後の混乱が残るスーダンを視察訪問した。この派遣任務については2008年2月25日ミラノ大学において「スーダンの不安定な平和について」と題する講演を行っている。2010年11月には2度目の視察として中央アフリカ共和国を訪問し、極度の栄養不良のため危機的状態におかれている子供たちの様子を伝えた。また2009年には、世界経済フォーラム （ダボス会議）が選考する「2009 Young Global Leaders」に世界の若手リーダーのひとりとして選出されている。

## モデル活動
ファッションデザイナーや写真家らによってモデルとして起用され、ファッションショーやファッション誌、広告などへ登場することも多い。アルマーニ、ドルチェ&ガッバーナ、スイス時計ロンジン、フェラガモなどのイメージモデルをこれまでつとめ、キャンペーンや記念イベントに参加している。
また、ファッション写真家ブルース・ウェーバーが3年の月日をかけ、ロベルト・ボッレだけを追った写真集『Roberto Bolle: An Athlete in Tights』(192ページ）が、2009年、7,000部限定で出版された。

## 受賞/受勲
- 1995年「ダンツァ・エ・ダンツァ賞」「ポジターノ賞」
- 1999年「ジーノ・ターニ賞」
- 2000年「ガリレオ2000賞」
- 2001年「バロッコ賞」「ダンツァ・エ・ダンツァ賞」「ポジターノ賞」
- 2005年「アックイダンツァ賞」
- 2006年「ダンツァ・エ・ダンツァ賞」
- 2008年「デ・シーカ文化賞（ダンス部門）」
- 2009年「外国におけるイタリア文化普及による金のメダル」
- 2012年「イタリア共和国功労勲章」〈カヴァリエーレ章 〉
- 2014年「国際連合教育科学文化機関賞（ユネスコ文化多様性メダル）」
- 2015年「アンブロジーノ・ドーロ　金メダル　(Ambrogino d'oro, Medaglia d'oro)」
- 2018年「イタリア共和国功労勲章」〈ウッフィチャーレ章〉
- 2021年「イタリア共和国功労勲章」〈グランデ・ウッフィチャーレ章〉

など